# 格卢什科沃农村居民点
格卢什科沃农村居民点（俄语：Глушковское сельское поселение）是俄罗斯联邦沃洛格达州别洛泽尔斯克区所属的一个农村居民点。其下辖有34个居民点，行政中心为格卢什科沃。据2015年统计，该农村居民点的人口为493人。